# Brassica maurorum
Brassica maurorum är en korsblommig växtart som beskrevs av Michel Charles Durieu de Maisonneuve. Brassica maurorum ingår i släktet kålsläktet, och familjen korsblommiga växter. Inga underarter finns listade i Catalogue of Life.